# Актогайський сільський округ (Актогайський район, Павлодарська область)
Актога́йський сільський округ (каз. Ақтоғай ауылдық округі, рос. Актогайский сельский округ) — адміністративна одиниця у складі Актогайського району Павлодарської області Казахстану. Адміністративний центр — село Актогай.
Населення — 5749 осіб (2021; 5691 у 2009, 7334 у 1999, 9581 у 1989).
Станом на 1989 рік існували Краснокутська селищна рада (смт Краснокутськ), Ждановська сільська рада (села Белешське, Жданово, Терен-Кудук, Усачово) та Харківська сільська рада (села Карабузау, Черьомушка, Харківка). 2004 року було ліквідовано село Тайконир. До 2013 року існували Актогайський сільський округ (село Актогай) та Приріченський сільський округ (села Жоламан, Камбар, Приріченське, Тортай), після чого вони були об'єднані. 2017 року були ліквідовані села Камбар і Тортай. 2019 року до складу округу була включена територія ліквідованого Харківського сільського округу (села Карабузау, Харківка).

## Склад
До складу округу входять такі населені пункти:
| Населений пункт    | Старі назви                   | Населення, осіб (1989) | Населення, осіб (1999) | Населення, осіб (2009) | Населення, осіб (2021) |
| ------------------ | ----------------------------- | ---------------------- | ---------------------- | ---------------------- | ---------------------- |
| Актогай, село      | Краснокутськ                  | 5959                   | 4800                   | 4000                   | 4495                   |
| Жоламан, село      | Белешське                     | 437                    | 289                    | 227                    | 164                    |
| Камбар, село       | Отділення № 4 совхоза Розсвіт | -                      | 120                    | 22                     | -                      |
| Карабузау, село    | -                             | 348                    | 232                    | 139                    | 72                     |
| Приріченське, село | Жданово, Ленінградське        | 1083                   | 976                    | 719                    | 593                    |
| Тайконир, село     | Черьомушка                    | 89                     | 50                     | -                      | -                      |
| Терен-Кудук, село  | -                             | 360                    | -                      | -                      | -                      |
| Тортай, село       | Усачово                       | 248                    | 160                    | 58                     | -                      |
| Харківка, село     | -                             | 1057                   | 707                    | 526                    | 425                    |